# Baron Lamington
Baron Lamington, of Lamington in the County of Lanark, war ein erblicher britischer Adelstitel in der Peerage of the United Kingdom.

## Verleihung
Der Titel wurde am 3. Mai 1880 für den konservativen Politiker Alexander Cochrane-Wishart-Baillie geschaffen.
Der Titel erlosch beim Tod seines Enkels, Victor Cochrane-Baillie, 3. Baron Lamington, am 20. September 1951.

## Liste der Barone Lamington (1880)
- Alexander Cochrane-Wishart-Baillie, 1. Baron Lamington (1816–1890)
- Charles Cochrane-Baillie, 2. Baron Lamington (1860–1940)
- Victor Cochrane-Baillie, 3. Baron Lamington (1896–1951)